# Гемал північний
Гемал північний (інші назви Тарука, Гемал андський)  (Hippocamelus antisensis) — вид ссавців родини Оленевих.

## Етимологія
грец. ἵππος — «кінь», грец. κάμηλος — «верблюд». Antisana стосується географічної назви,  ensis означає «належить».

## Середовище проживання
Країни проживання: Аргентина, Болівія, Чилі, Перу. Наявність цього виду в Еквадорі знаходиться на стадії обговорення.
Тарука був знайдений на висотах 2000–3500 над рівнем моря в південній частині їх розподілу в Аргентині, на 2500–4000 м на півночі Чилі, на 3500–5000 м в горах Перу і Болівії. Зазвичай розташовані вище лінії дерев на гірських схилах, що характеризуються кам'яними і скельними оголеннями серед трав'янистої рослинності. Більше тяжіють до скелястих ділянках з рідкісною рослинністю поблизу джерел води, проте можуть бути виявлені і в чагарниках. 

## Морфологія
Морфометрія. довжина голови й тіла: 1400–1600 мм, довжина хвоста: 115–130 мм, висота в плечах: 700–730 мм, вага: 45–65 кг. Роги можуть вирости до 30 см в довжину. Самці важчі.
Опис. Це велика копитна тварина. Хутро є жорстким і щільним, кольору від сірувато-коричневого до світло-коричневого на спині, а вентральна область біла, як і внутрішні сторони кінцівок. Голова має той же колір, що спина. Писок білуватого кольору. Тулуб і голова відносно товсті в порівнянні з ногами. Дорослі самці мають роги, що закінчуються Y-подібним розгалуженням, роги оновлюються щорічно. Копита добре пристосовані для ходіння по кам'янистому ґрунті. Хвіст невеликий і коричневий.
Зубна формула: I 0/3, C 1/1, P 3/3, M 3/3 = 34 зубів.

## Стиль життя
Це наземний, товариський вид, але іноді може бути солітарним. Харчується в основному травою, листям чагарників. Самиця має період вагітності дев'ять місяців і народжує одне теля. 